# Ultratenuipalpus umtataensis
Ultratenuipalpus umtataensis är en spindeldjursart som beskrevs av Meyer 1979. Ultratenuipalpus umtataensis ingår i släktet Ultratenuipalpus och familjen Tenuipalpidae. Inga underarter finns listade i Catalogue of Life.